# Chelsea (Vermont)
Chelsea – miasto w Stanach Zjednoczonych, w stanie Vermont, siedziba administracyjna hrabstwa Orange.